# Víctor de Capua
San Víctor de Capua fue santo y obispo de Capua.  
Fue un obispo del siglo VI de cuya vida no se conoce nada, excepto lo que se halla en su epitafio (C.I.L., 4503), que ha sido conservado, aunque la tumba misma ha desaparecido. Esta inscripción simplemente declara que su episcopado de trece años terminó en abril de 554. La autenticidad de la inscripción y su información no admiten dudas. En el martirologio romano se le conmemora el 17 de octubre como "eruditione et sanctitate conspicus".
Sus escritos originales, conservados sólo en fragmentos, muestran que fue un estudiante dedicado y un hombre de variados y amplios conocimientos. Su obra más conocida es el Códice Fuldense, uno de los manuscritos más antiguos de la Vulgata, preparado bajo su dirección, y el cual él mismo revisó y corrigió. En este códice una armonía de los Evangelios ocupa el lugar de éstos, o como él mismo explica en el prefacio, un solo Evangelio compuesto a partir de los cuatro. Víctor no sabía que la armonía que usó era idéntica con el Diatesseron de Tatiano. El descubrimiento del texto de esta última obra y la investigación reciente han hecho claro que esta armonía latina usada por Víctor fue redactada alrededor de 500 d. C. El autor anónimo de esta obra simplemente sustituyó el original en griego de Tatiano por la versión en latín de la Vulgata de San Jerónimo, y a veces cambió el orden e insertó pasajes adicionales. Sin embargo, muchas de las discrepancias se pueden deber a cambios posteriores.
Otras obras de Víctor son:
- De cyclo paschali, escrito alrededor de 550 en refutación al Cursus paschalis de Victorio. De esta obra sólo han sobrevivido fragmentos (P.L., LXVIII, 1097-98; Pitra, "Spic. Solesm.", I, 296).
- Comentarios sobre el Antiguo y Nuevo Testamento, en su mayoría catenae de citas de los exégetas griegos
- Libelius reticulus seu de arca Noe (Pitra, "Spic. Solesm.", I, 287), contiene un ingenioso cómputo. alegórico que muestra que las dimensiones del Arca de Noé tipifican los años de la juventud de Cristo.

- Capitula de resurrectione Domini, trataba sobre algunas de las principales dificultades respecto a la genealogía de Cristo y la hora de la Crucifixión registrada en los Evangelios.